# Chamūsh Dūzān
Chamūsh Dūzān (persiska: چموش دوزان) är en ort i Iran.   Den ligger i provinsen Gilan, i den nordvästra delen av landet, 280 km nordväst om huvudstaden Teheran. Chamūsh Dūzān ligger 20 meter över havet och antalet invånare är 191.
Terrängen runt Chamūsh Dūzān är platt åt nordost, men åt sydväst är den kuperad. Terrängen runt Chamūsh Dūzān sluttar österut.Runt Chamūsh Dūzān är det ganska tätbefolkat, med 129 invånare per kvadratkilometer. Närmaste större samhälle är Reẕvānshahr, 11,0 km norr om Chamūsh Dūzān. Trakten runt Chamūsh Dūzān består till största delen av jordbruksmark.